# Penny Wolin

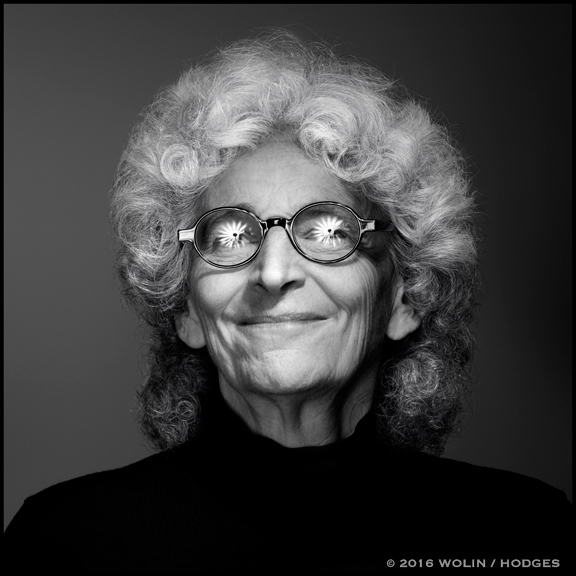
Porträt von Penny Wolin

Penny Wolin (* 5. Juni 1953), auch Penny Diane Wolin und Penny Wolin-Semple, ist eine US-amerikanische Porträtfotografin und visuelle Anthropologin. Sie hat an der Smithsonian Institution ausgestellt und vom National Endowment for the Humanities zwei Preise erhalten sowie einen Preis des National Endowment for the Arts. Ihr Werk ist Bestandteil der ständigen Ausstellung von Institutionen wie dem Santa Barbara Museum of Art, der New York Public Library und dem National Museum of American History, das von der Smithsonian Institution verwaltet wird. Sie ist bekannt für ihre Dokumentar- und Konzeptfotos und hat Aufträge für große Unternehmen, bekannte Magazine und private Sammler bearbeitet. In den letzten 25 Jahren hat sie die jüdische Zivilisation der USA mit Porträtfotos und Interviews erforscht.

## Jugend und Ausbildung
Wolin ist das jüngste von fünf Kindern einer jüdischen Familie aus Cheyenne (Wyoming). Ihr Vater war Morris Aaron Wolin (geborener Wolinsky), der als Kind aus Hrodna (heute Belarus) in die USA immigrierte und dort ein Geschäftsmann wurde. Ihre Mutter, die Künstlerin Helen Sobol Wolin, stammte aus Denver. Mit zehn begann sie mit einer Brownie-Kamera von Kodak zu arbeiten, mit 16 schenkte ihr Bruder Michael Wolin ihr eine hochwertige Messsucherkamera und eine Dunkelkammeraurüstung, mit der sie ihre Karriere startete.
Sie besuchte die University of Wyoming und erhielt später vom Art Center College of Design in Pasadena (Kalifornien) ihren Abschluss mit dem Hauptfach Fotografie und Film. Anschließend studierte sie im Master-Programm des Department of cultural anthropology der University of California, Los Angeles unter ihrem Mentor, dem Kulturanthropologen Johannes Wilbert. Sie erhielt auch ein Stipendium für das Fach Regie des American Film Institute, Center for Advanced Film and Television Studies.

## Hauptprojekte

### Descendants of Light: American Photographers of Jewish Ancestry (Nachfahren des Licht: Amerikanische Fotografen mit jüdischen Vorfahren)
2005 begann Wolin mit ihrer Recherchearbeit zu Nachfahren des Lichts.
Seit den 1850ern haben jüdischstämmige Fotografen bedeutende Beiträge in vielen Bereichen der Fotografie geleistet, so bei Mode-, Werbe-, Porträt- und Kunstfotografie sowie im Journalismus.
Wolin photographierte und interviewte jeden Photographen (oder interviewte die noch lebenden Nachkommen, wenn die ursprünglichen Personen schon verstorben waren). Wenn vorhanden, reproduzierte sie alte Photographien der Vorfahren und stellte so ein Symbolbild her. Auf diese Weise konnte sie bildlich und sprachlich ein Dokument der Durchdringung der Multigenerationengeschichte zwischen der amerikanisch-jüdischen Kultur, der modernen Kultur der USA und der Geschichte und Praxis der Photographie erstellen. Das Buch ist fertiggestellt und seit November 2015 erhältlich; die großen Bilder (als Silber-Gelatine-Abzüge) werden für eine Wanderausstellung vorbereitet. Sie photographierte und interviewte mehr als 70 der führenden und originellsten jüdisch-amerikanischen Photographen wie Lillian Bassman, Jo Ann Callis, Lauren Greenfield, Elinor Carucci, Lois Greenfield, Bruce Davidson, Annie Leibovitz, Herman Leonard, Helen Levitt, Jay Maisel, Joel Meyerowitz, Arnold Newman, Robert Frank und Joel-Peter Witkin. Weiterhin gibt es Interviews mit Nachkommen von Philippe Halsman, Herb Ritts, Nickolas Muray, Arthur Rothstein, Roman Vishniac und Garry Winogrand. Alan Trachtenberg, Yale University, schrieb den einleitenden Essay mit dem Titel The Claim of a Jewish Eye. Das Werk wurde teilweise durch Crowdfunding finanziert und von Crazy Woman Creek Press, Cheyenne, Wyoming, veröffentlicht.

### The Jews of Wyoming: Fringe of the Diaspora (Die Juden Wyomings: Am Rande der Diaspora)
1982 traf sich Wolin mit Shirley Burden, dem größten Spender der Abteilung Photographie des Museum of Modern Art. Durch seine Förderung und finanzielle Unterstützung sowie der Stiftung zweier National Endowment for the Humanities-Stipendien, die durch das Wyoming Council for the Humanities verwaltet werden, konnte Wolin ihre visuellen und Sprachstudien über 140 Jahre und fünf Generationen jüdischer Kultur in Wyoming fertigstellen. The Jews of Wyoming: Fringe of The Diaspora wurde durch eine Einrichtung unterstützt, die heute als Skirball Cultural Center in Los Angeles bekannt ist und als Einzelausstellung am Smithsonian sowie dem National Museum of American History, National Museum of American Jewish History, Judah L. Magnes Museum und der Ucross Foundation präsentiert. Ein Buch gleichen Titels wurde von Crazy Woman Creek Press, Cheyenne, Wyoming im Jahr 2000 veröffentlicht.

### Jackalopes, Cowboys and Coalmines: A Photographic Survey of Wyoming (Wolpertinger, Cowboys und Bergleute: Eine fotografische Untersuchung Wyomings)
1978 wurde Wolin ein Grant der National Endowment for the Arts zuerkannt, um ihr Werk Jackalopes, Cowboys and Coalmines: A Photographic Survey of Wyoming vollenden zu können. Bedingt durch seinen Reichtum an Bodenschätzen und Erdöl hat Wyoming eine Geschichte und Kultur, die durch den wirtschaftlichen Boom geprägt ist. Durch die Energiekrise in den 1970ern kam es in Wolins Heimatstaat zu einer boomartigen Entwicklung der Wirtschaft. Dieser Boom führte zu einer endgültigen Amerikanisierung der ländlichen, über das Land verteilten Dörfer in diesem am dünnsten bevölkerten Staat der USA (außer Alaska). Shopping Malls und Fast-Food-Restaurants siedelten sich an, das bisherige lokale Geschäftsleben musste schließen und die bestehende Farmwirtschaft stand vor dem Aus. Die bisherigen Einkommen standen in keinem Verhältnis zu denen, die in den Kohleminen und den Ölförderanlagen gezahlt wurden. Wolin reiste zu jeder Jahreszeit durch Wyoming, photographierte und sprach mit Einheimischen und Neuankömmlingen, von Cowboys bis zum Ölarbeiter sowie mit ausgewählten Vertretern der Öffentlichkeit. Die Ergebnisse dieser Arbeit wurden als Wanderausstellung durch Wyoming geschickt, die vom Gouverneur Edgar Herschler unterstützt wurde. Die Texte und Photographien sind jetzt Bestandteil der Sammlung des Wyoming State Museum und der Smithsonian Institution, Smithsonian American Art Museum.

### Guest Register (Gästeliste)
1975, noch während ihrer Zeit am Art Center College of Design, begann Wolin mit ihrer Arbeit am Guest Register. Dieses Werk besteht aus 32 Photographien und Auszügen von Gesprächen mit Gästen aller 32 Räume des St. Francis Hotel in Hollywood. Das Hotel lag an der Ecke Hollywood Boulevard und Western Avenue und beherbergte Gäste, die von einer Nacht bis zu 30 Jahre dort lebten. Ihre Gemeinsamkeit war, dass sie alle nach Hollywood kamen, um ihren (amerikanischen) Traum zu leben. Das Werk stellte einen besonderen Stil der Bearbeitung von Texten und Bildern dar und erregte die Aufmerksamkeit einer Reihe von Graphikdesignern, Museen und Sammlern. Zu dieser Zeit beauftragte Bob Cato von A&M Records Wolin damit, die Gruppe The Band zu porträtieren. Lloyd Ziff, Art Director des New West magazine in Los Angeles beauftragte sie Bilder von Ansel Adams und George Burns zu machen; das Los Angeles County Museum of Art lud sie ein, an einer Gruppenausstellung teilzunehmen und Marvin Israel, ein hoch angesehener Graphikdesigner, der in New York arbeitete, begann Guest Register für eine Veröffentlichung bei Aperture Books vorzubereiten. Aperture sah schließlich doch von einer Veröffentlichung ab und so ist das Werk immer noch unveröffentlicht.

## Rezensionen (Auswahl)
- Penny Wolins Werk und Biographie ist in diesem umfangreichen Werk der Yale University Press enthalten (Band 10 ab Seite 587).[9]
- Film’s Not Dead.[10] Interview des Londoner Online-Photomagazins in Verbindung mit der Kickstarter-Kampagne zu Descendants of Light: American Photographers of Jewish Ancestry.
- Huffington Post, A Picture of Persistence, How a Photography Collection Was Born Zu Ehren der Ausstellung der New York Public Library Recollection: Thirty Years of Photography at the New York Public Library, Wolins Arbeit ist Teil der Sammlung von Photographien aus dem Besitz von Shirley Carter Burden.( Julia Van Haaften, Oktober 2010)
- The Jewish Week: Text Content – The Photography Issue (Memento vom 10. April 2015 im Webarchiv archive.today). Penny Wolin hat die Frage aufgeworfen, warum sich so viele Juden von der Photographie angezogen fühlen. Ihre Teilvorschau von Werken, ihre in Ausführung befindlichen Arbeiten die USA zu bereisen um Photographen zu interviewen. „Wir haben uns an sie herangehängt als sie mit ihrem Van den Südwesten bereiste.“ (Sandee Brawarsky, 26. Juni 2009)
- Wyoming war damals nicht von der amerikanischen Massenkultur überflutet. „Weder gab es einen McDonalds in jeder Stadt, noch ein Holiday Inn. Ich erkannte, dass sich das änderte und fühlte mich gezwungen die Leute und ihre Gefühle bezüglich dieser Veränderungen zu dokumentieren“. Obwohl Wolin den Zustrom dieser Unternehmensketten  nicht besonders mochte, klagte sie die Veränderung in Wyoming mit ihrer Arbeit aus dem Jahr 1978 nicht an. Stattdessen handelte es sich dabei um ein Projekt, das versuchte „Amerikas letzte Bastion… die Kleinstadtgesellschaft und den Geist des Westens“ zu dokumentieren. Eine Pressemitteilung des Wyoming Council on the Arts merkte an, dass es Wolins zentrales Anliegen sei, „die endgültige und unvermeidliche Integration des 'alten Westens' in die 'Amerikanische Kultur'“ aufzuzeigen (Hervorhebung hinzugefügt). Wolins Dokumentation sei „weniger ein offener politischer Akt, als vielmehr eine Reminiszenz an eine verschwindende Lebensart“.[11]
- San Francisco Chronicle, Sonoma Festival Takes a Closer Look At Women in Film: „Aber der aufregendste Aspekt des Festivals ist die Wiederauferstehung vergangener Klassiker, die dem Publikum die Gelegenheit gibt drei großartige Schwarzweisfilme in ihrer ursprünglichen Pracht zu erleben…“ Penny Wolin, die Programmleiterin des Festivals, wählte Olympia, aufgrund der künstlerischen Qualität und Wichtigkeit. „Will man Dokumentationen von oder über Frauen zeigen,“ sagte Wolin, „sind die großartigsten je gemachten von Leni Riefenstahl.“ (Mick Lasalle, March 29, 2000)
- San Francisco Chronicle, A Menorah Moose and Other Tales: „Sie hat eine wunderbare Art, Schwarzweisportraits zu machen, und einen liebenswerten Zugang zu den Personen...mich erreichte ein großartiges Buch mit dem Titel  The Jews of Wyoming: Fringe of the Diaspora.“ (Jon Carroll, September 1, 2000)
- Los Angeles Times, Lost and Found in America: The Jews of Wyoming von Penny Diane Wolin erzählt eine komplexere Geschichte von Anpassung und Evolution. Wolin, eine Dokumentarphotographin, die in den letzten zwei Jahrzehnten davon lebte Berühmtheiten zu photographieren, verbrachte 15 Jahre damit die erfolgreiche Geschichte der 150jährigen Historie der Juden im Cowboy State zusammenzutragen… In der Tat, die große Bandbreite der Bilder und Personen des Buches geben ihm seine Dynamik. Wolin hat nicht nach einer Definition gesucht was es bedeutet, Jude im dünnst besiedelten Staat der Union zu sein. Stattdessen schwelgt sie in der Vielfalt der Definitionen zwischen Gläubigen und Nichtgläubigen; solche, die sich stark als Juden fühlen und solchen, die es nicht tun. Ihre Themen dargelegt in den Einstellungen oder den Beiwerken, die zu einzigartigen Individuen machen. Ein junges Mitglied der 'Future Farmers of America' hält vor einem offenen Feld ein Schwein an den Hinterfüßen hoch. „Ich esse es nicht“ sagt er, „aber ich liefere jemandem ein gutes Produkt“ (Gregory Rodriguez, 26. November 2000)
- The Washington Post, Kosher Cowboys: The Jews of Wyoming (Memento vom 4. April 2016 im Internet Archive); Am National Museum of American History: „Wenn man durch die Ausstellung geht und versucht beides, den Text und die Photographien zu verstehen, benötigt man Zeit, denn beide sind Kunstwerke. Die Worte und Bilder sind so ergreifend und manchmal so überraschend, dass sie es wert sind genauer betrachtet zu werden. Wolin ist eine ausgezeichnete Photographin und eine erstklassige Interviewerin und ihre Auswahl, wen sie in den Mittelpunkt stellt ist großartig.“ (Sarah Booth Conroy,  26. August 1992)
- Los Angeles Times, Alone in the Desert: „Ein ungeliebtes Volk an einem ungeliebten Ort, die Juden von Wyoming wurden nicht ‚the cowboy mensches‘ über die der Entertainer Mickey Katz in seiner jiddischen  Interpretation von I'm an Old Cowhand sang.  Ihre Koexistenz neben einer solch unvereinbaren Kultur machte sie indes zu einem ungewöhnlichen Mikrokosmos jüdischer Erfahrungen in den Vereinigten Staaten.“ (Elizabeth Venant, 13. Dezember 1990)
- Los Angeles Times, Art Review: 'Hollywood' Resembles A Cutting-room Floor: „Das Einzige, was die Ausstellung rettet, ist die Photographie, insbesondere Penny Wolins Diane Arbus-artiges Guest Register (1975), eine rührende und trotzdem niederschmetternde Dokumentation über die Gäste des St. Francis Hotel am Hollywood Boulevard. Die Verbindung von Bild und Text in Wolins Betrachtung der verlorenen Seelen des Lebens und anonymer Menschen auf der Durchreise schafft es, emotional distanziert, aber trotzdem nicht herablassend zu sein.“ (Colin Gardner, 11. August 1986)
- American Photographer magazine, Getting a Grip on Hollywood:  „Sie ist...methodisch, dezent professionell, großformatige Negative nutzend, stellt ihre Themen sorgfältig dar, konzentriert auf Details... Anders als so viele Spitzenphotographen ist Wolin in der Lage auf andere Menschen eingehen zu können und gut darin sich ihren Themen unterzuordnen.“ (David Roberts, Oktober 1985)

## Ausgewählte kommerzielle Projekte
- Life (Magazin): American Dreamer Kolumne, zusammen mit Anne Fadiman
- Life (Magazin): American Dreamer Porträt von Ursula K. Le Guin
- Wet (Magazin): Cover von Teri Garr, mehrfache Artikelillustrationen
- Playboy (Magazin): Twenty Questions; Second City Television, John Matuszak, Charlton Heston, Bubba Smith, Leigh Steinberg, Ron Howard
- Discover (Magazin): John Schwarz
- Conde Nast Traveler: As Others See Us; International Travel to Thailand, Hong Kong, Singapore, and Hawaii
- Rolling Stone (Magazin): The Band, James Caan, Melissa Manchester, Chaka Khan, Michael Mann
- Esquire (Magazin): Jon Jerde
- Forbes (Magazin): David Geffen, Joe Roth, Eric Schmidt
- Graphis Inc. (Magazin): Cover des Künstlers Michael Schwab
- Vanity Fair (Magazin), Vouge, Travel + Leisure
- Sonoma Valley Film Festival: Art, Passion and Politics. Films by or about Women; Programmdirektorin
- Wolfgang Puck Lebensmittelbetrieb: Inneneinrichtung eines Restaurants für Barbara Lazaroff (Miteigentümerin und Designerin)
- Charles Schulz Museum: Fotografien, On-site art, Installationen der Künstler Michael Hayden und Yoshiteru Otani
- Peter Michael Weingut, Cakebread Cellars, Kendall-Jackson Weingut, Benovia Winery
- Cedars-Sinai Medical Center: Discoveries Magazin - Cover und andere interne Publikationen